# Drew Hayden Taylor
Drew Hayden Taylor (Curve Lake, Ontario 1962) és un periodista i escriptor mestís anishinaabemowin del Canadà, ha rebut diversos premis i és editor de la prominent revista ameríndia canadenca This Magazine.